# 王靜芝
王靜芝（1916年—2002年），原名大安，以字行，号菊农、霜茂楼主，晚号龍壑，笔名王方曙，合江省佳木斯市人，中華民國文学家、剧作家、书法家:4。
父亲王镜寰，母亲清源张氏。1938年，进入輔仁大學國文系，學士学位。師從启功學書畫，又從沈尹默先生學習書法。1949年来台，先任教埔里中学，后从事写作:4—5。历任台湾东海大学副教授，辅仁大学教授、中文系主任、中国文学研究所所长等职。余暇组「六修书画会」。曾任「国家文艺奖」、「全国美展」、「中山文艺奖」评议、评审委员，「南瀛美展」评审副主任委员等。
曾為雲林天主教永年中學的校歌填詞。